# Уэлле, Мэли-Жад
Мэли-Жад Уэлле (фр. Maïli-Jade Ouellet; род. в 2002 году) — канадская шахматистка, международный мастер среди женщин (2016) и международный гроссмейстер среди женщин (2020).

## Биография
В 2014 году победила на чемпионате Канаде среди девушек по шахматам в возрастной группе U12. В 2018 году победила на юношеском чемпионате Канады среди девушек по шахматам в объединённой возрастной группе U16 и U18.
В 2017 году победила на чемпионате Канады по шахматам среди женщин, получив право участвовать в чемпионате мира по шахматам среди женщин 2018 года.
На чемпионате мира по шахматам среди женщин в 2018 году в Ханты-Мансийске в первом туре проиграла Александре Горячкиной.
Представляла Канаду на шахматных олимпиадах (2016—2018).
Участница первого Кубка мира по шахматам среди женщин (2021).